# 博蒂哈
博蒂哈，是西班牙埃斯特雷马杜拉卡塞雷斯省的一个市镇。总面积19平方公里，总人口183人（2001年），人口密度10人/平方公里。